# Lijst van vlakten op Mars
Dit is een lijst van vlakten op Mars.
De vlakten op Mars zijn vernoemd naar de meest nabijgelegen 'albedo feature' volgens de regels voor planetaire nomenclatuur van de Internationale Astronomische Unie. Vlakten kunnen 'planitia' of 'planum' heten, afhankelijk van hun hoogte.

## Planitia
Planitia (meervoud planitiae) is Latijn voor vlakte en is de term van de IAU voor een laagvlakte.
| Naam              | Noorderbreedte | Oosterlengte |
| ----------------- | -------------- | ------------ |
| Acidalia Planitia | 46.7           | 338.0        |
| Amazonis Planitia | 24.8           | 196.0        |
| Arcadia Planitia  | 46.7           | 192.0        |
| Argyre Planitia   | -49.7          | 316.0        |
| Chryse Planitia   | 26.7           | 320.0        |
| Elysium Planitia  | 2.0            | 155.0        |
| Hellas Planitia   | -42.7          | 70.0         |
| Isidis Planitia   | 12.9           | 87.0         |
| Utopia Planitia   | 49.7           | 118.0        |

## Plana
Planum (meervoud plana) is Latijn voor plateau en is de term van IAU voor en hoogvlakten.
| Naam                | Noorderbreedte | Oosterlengte |
| ------------------- | -------------- | ------------ |
| Aeolis Planum       | -0.8           | 145.0        |
| Amenthes Planum     | 3.2            | 105.7        |
| Aonia Planum        | -57.7          | 281.0        |
| Argentea Planum     | -69.8          | 292.0        |
| Ascuris Planum      | 40.4           | 279.2        |
| Aurorae Planum      | -10.4          | 310.8        |
| Bosporos Planum     | -34.2          | 295.1        |
| Daedalia Planum     | -21.8          | 232.0        |
| Hesperia Planum     | -22.3          | 110.0        |
| Icaria Planum       | -43.2          | 253.5        |
| Lucus Planum        | -4.0           | 182.0        |
| Lunae Planum        | 10.4           | 294.0        |
| Malea Planum        | -64.8          | 65.0         |
| Meridiani Planum    | 0.2            | 357.5        |
| Olympia Planum      | 82.0           | 195.0        |
| Ophir Planum        | -8.7           | 302.5        |
| Parva Planum        | 257.0          |              |
| Planum Angustum     | -79.7          | 276.5        |
| Planum Australe     | -83.9          | 160.0        |
| Planum Boreum       | 88.0           | 15.0         |
| Planum Chronium     | -59.7          | 140.0        |
| Promethei Planum    | -78.9          | 90.0         |
| Sinai Planum        | -13.4          | 272.0        |
| Sisyphi Planum      | -69.8          | 5.0          |
| Solis Planum        | -25.2          | 273.5        |
| Syria Planum        | -13.1          | 256.1        |
| Syrtis Major Planum | 8.4            | 69.5         |
| Thaumasia Planum    | -24.5          | 295.7        |
| Zephyria Planum     | -1.0           | 153.1        |

## Verwijzing
Dit artikel gaat uit van  Gazetteer of Planetary Nomenclature van de United States Geological Service.